# Cal wad Nyikang
Cal Nyikang Okwa
Cal wad Nyikang (ou Cal, fils de Nyikang, fils de Okwa) est le deuxième roi de la dynastie royale du peuple Shilluk, une ethnie du nord-est du Soudan du Sud. Il succède à son père Nyikang et précède son frère Dak. Les informations sur ce personnage mytho-historique sont peu nombreuses et son règne de courte durée est probablement à situer au cours du XVIe siècle. Il a sans doute résidé dans le village de Dinyo (près de Tonga) car un temple lui est consacré en ce lieu.

## Décès
La tradition orale du peuple Shilluk présente Cal comme un personnage falot et sans grand relief, comme écrasé par les personnalités plus charismatiques de son père Nyikang et de son frère cadet Dak. Il n'en reste pas moins un personnage mythique dont la mort définitive est niée. Un jour Cal alla se baigner dans les eaux du Nil Blanc. Il appela son frère Dak pour qu'il lui frotte le dos : « Il n'y a personne qui nous observe ! Viens et frotte mon dos ! » Après s'être bien baigné, Cal se rhabilla et se para de bracelets en ivoire comme pour un jour de festivité. Il dit ensuite à son frère Dak : « Rentre à la maison et dis aux femmes que je ne reviendrai plus. » Ensuite, il disparut sans laisser de traces.